# Col de la Seigne
Pour les articles homonymes, voir Seigne (homonymie).
Pour l’article ayant un titre homophone, voir Col de Ceignes.
Le col de la Seigne est un col qui relie la vallée des Chapieux via la vallée des Glaciers au sud-ouest en Savoie (France), au val Vény au nord-est en Vallée d'Aoste (Italie). Il est situé entre l’aiguille des Glaciers (3 817 m) et la montagne de la Seigne. 

## Toponymie
Seigne viendrait du toponyme romain signum qui signifie signal.

## Randonnée
Le col de la Seigne est très fréquenté, notamment de sa position sur le Tour du Mont-Blanc, itinéraire de randonnée très prisé des randonneurs ainsi que sur l'itinéraire du GR5 qui relie la mer du Nord à la mer Méditerranée. 
Sa situation particulière permet aux randonneurs d’avoir une vue imprenable sur le mont Blanc et sur le massif côté italien (aiguille Blanche de Peuterey, aiguille Noire de Peuterey, etc.).
Il est fréquemment au programme de l'Ultra-Trail du Mont-Blanc qui se déroule chaque année à la fin du mois d'août.

## Accès
Une montée comprise entre 2 h 30 et 3 h 30 depuis la Ville des Glaciers reste accessible à un grand nombre de marcheurs.  De nombreux refuges tels que le refuge Élisabeth ou encore le refuge des Mottets permettent le passage de Savoie en Italie par étapes pour les randonneurs.

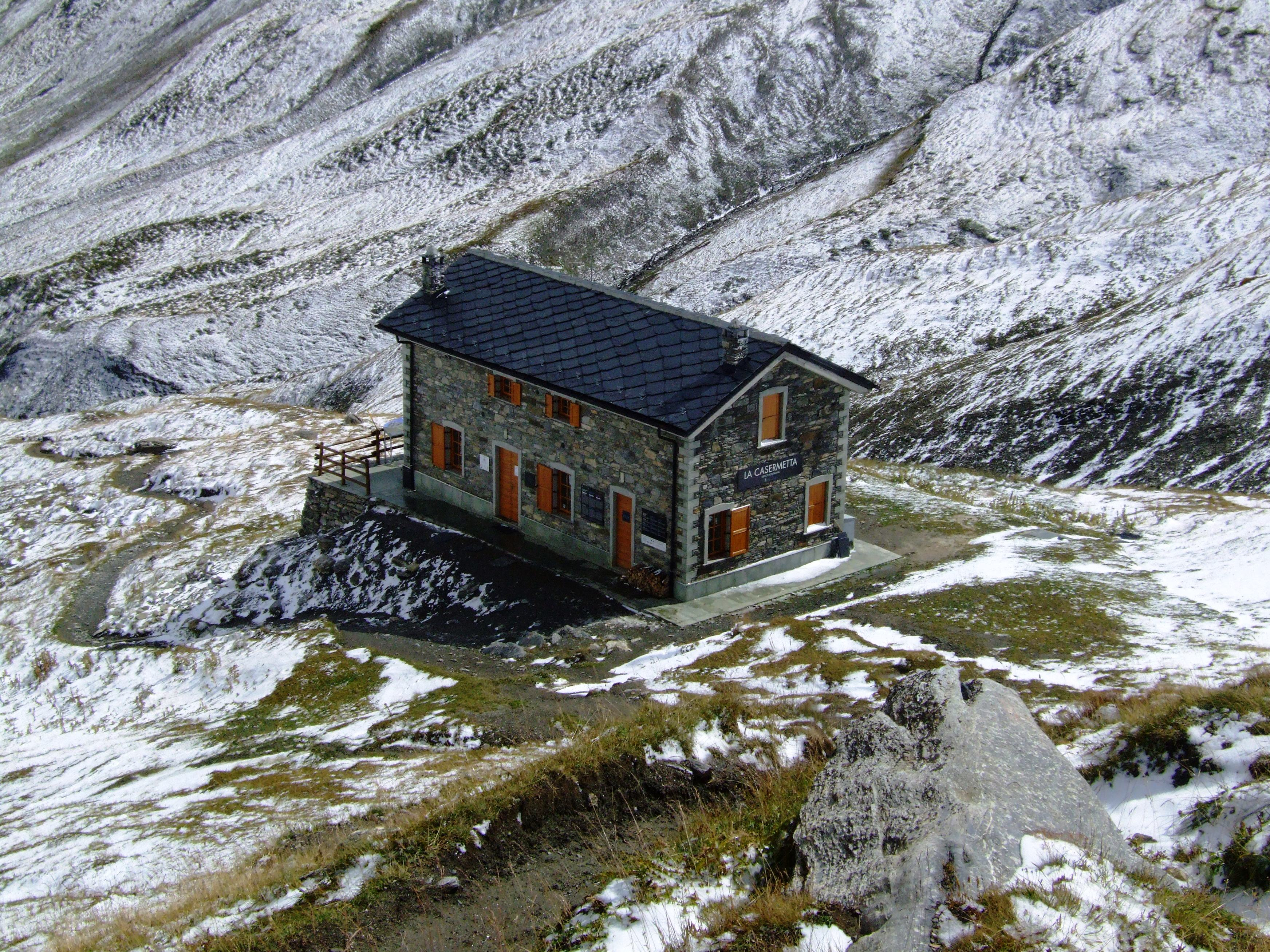
La petite caserne située près du col, sur le versant italien.
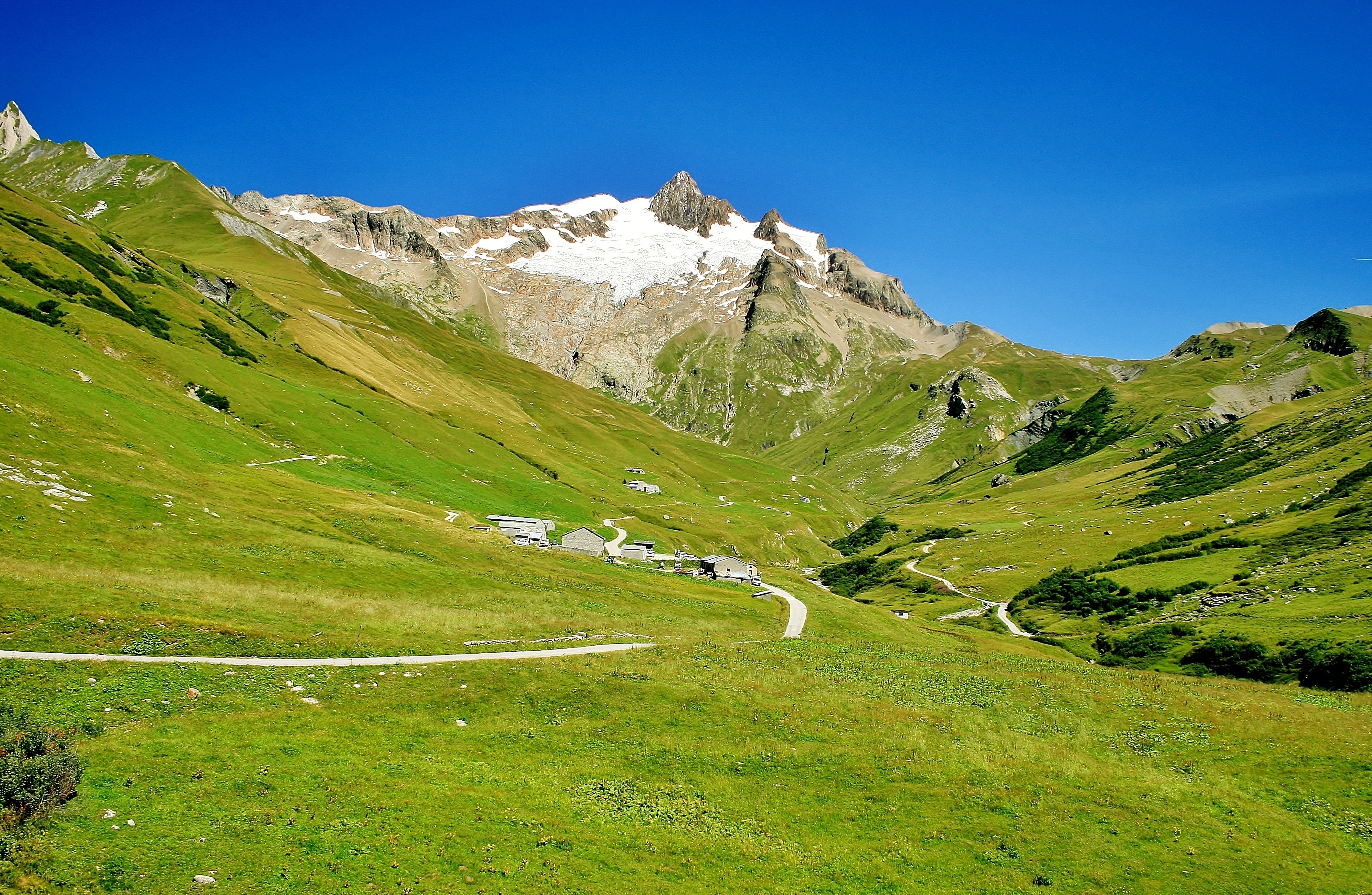
À droite le col de la Seigne, sous l’aiguille des Glaciers.
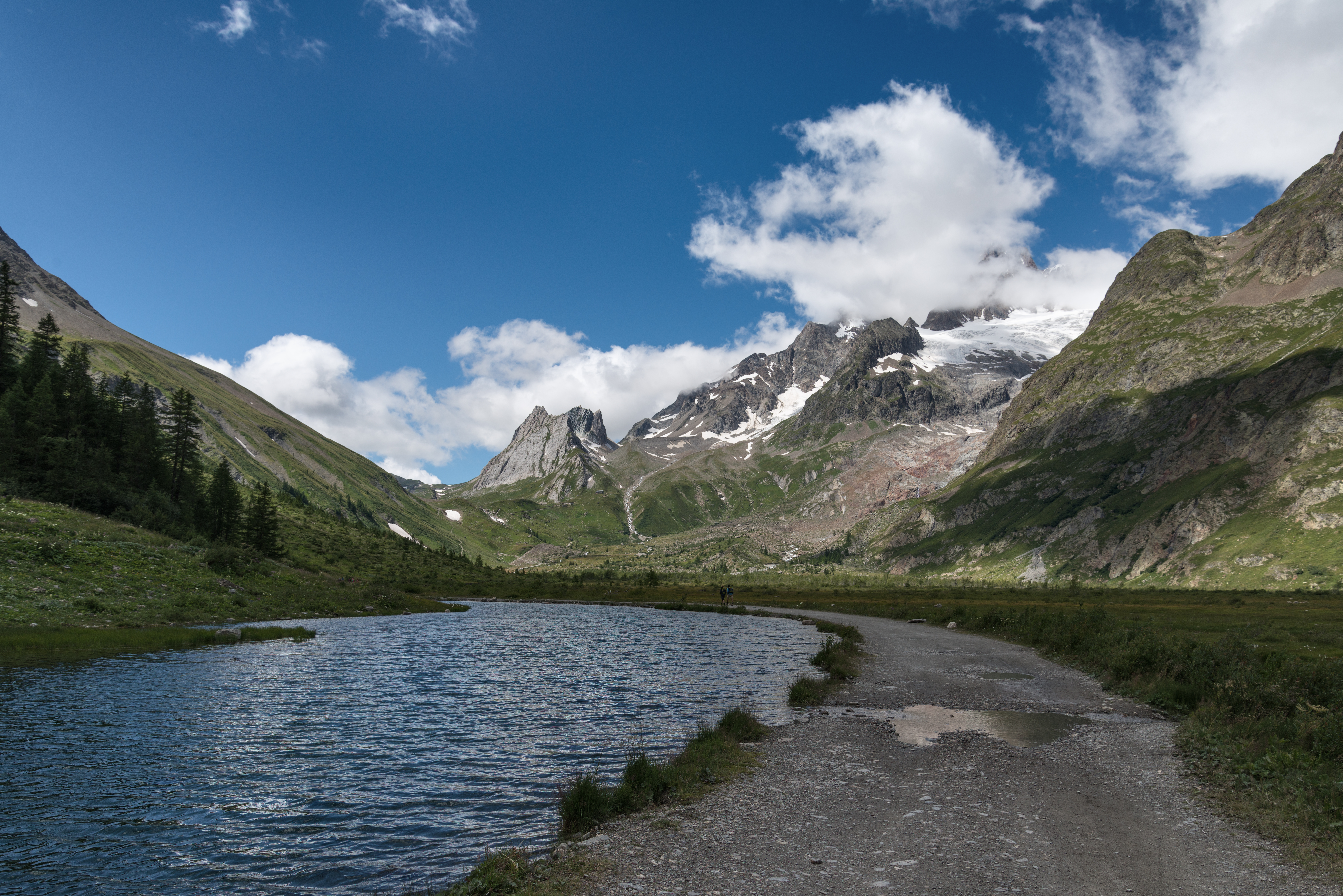
Le col à gauche des Pyramides Calcaires depuis le lac de Combal au nord-est.